# Myles Birket Foster

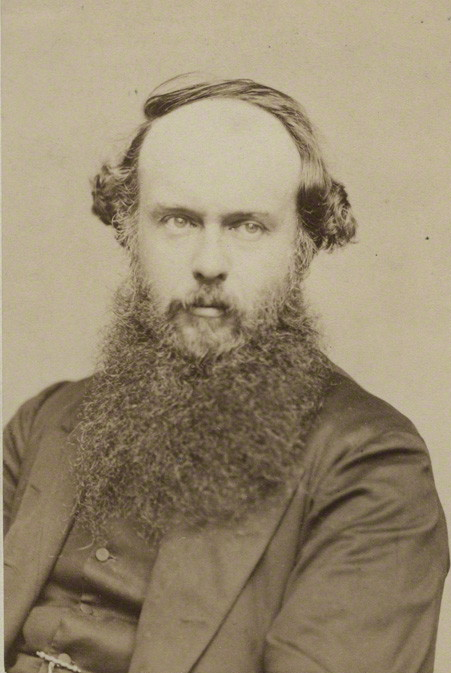
Myles Birket Foster (1860-talet)

Myles Birket Foster, född 1825, död 1899, var en engelsk tecknare och akvarellmålare. Han skildrade främst barns värld och illustrerade även dikter, bland andra Henry Wadsworth Longfellows Evangeline (1850), dikter av William Wordsworth, Thomas Hood (1872) och James Beatties The Minstrel. Hans akvareller, som han började måla runt 1860, avbildar lantliga scener och hämta sina ämnen från barnens liv. Foster har även målat landskap i olja. Ett album med hans konst gavs 1880 ut i München.

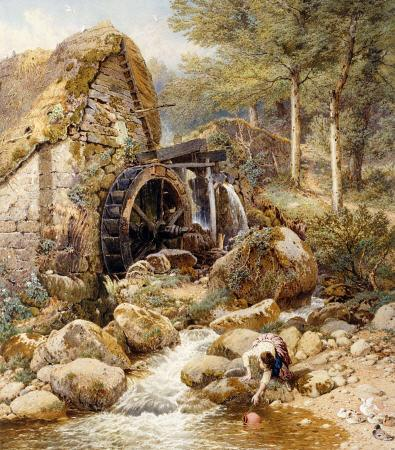
The Old Watermill, en målning av Foster.